# Mar Fernández-Palacios
María del Mar Fernández-Palacios Carmona (Montellano, Sevilla, 1963) es una diplomática española. Embajadora de España en Brasil (desde 2022).

## Carrera diplomática
Tras licenciarse en Geografía e Historia, con especialidad en Historia de América, en la Universidad de Sevilla, ingresó en la carrera Diplomática (1991).
Ha estado destinada en las Embajadas de España en Ucrania, República Popular China, Brasil y Marruecos, y en la Representación Permanente de España ante la OTAN (Bruselas), y ha ocupado la segunda jefatura de la Embajada de España en La Habana.
En Madrid, ha sido asesora en el Departamento de Política Internacional en el Gabinete de la Presidencia del Gobierno y ha trabajado en la Dirección General de Asuntos Consulares y en la Oficina de Información Diplomática. Desde julio de 2015 era subdirectora general de México, Centroamérica y Caribe en la Dirección General para Iberoamérica y el Caribe del Ministerio de Asuntos Exteriores, Unión Europea y Cooperación.
Fue embajadora de España en Nicaragua (2018-2022). Desde 2022 es la embajadora de España en Brasil.